# Poecilopsis albosquamulosa
Poecilopsis albosquamulosa là một loài bướm đêm trong họ Geometridae.